# Tomm Murstad
Tomm Murstad, né en 1915 et mort en 2001, est un skieur alpin, moniteur puis entraîneur de ski pour la Norvège et la France.

## Biographie

### Enfance, formation et débuts
À l'âge de 17 ans, Murstad accepte la proposition de l’École du ski français pour un poste de moniteur de ski à Grenoble. Il y rencontre le célèbre technicien du ski alpin, l’Autrichien Hannes Schneider, et perfectionne sa technique du slalom. L’ESF lui dispense une formation de moniteur de ski, il reste une année dans les Alpes françaises et retourne en Norvège où il veut créer sa propre école de ski; il refuse entre autres d’entrer dans l’équipe nationale de ski norvégienne soucieux de son indépendance. Il tourne un temps pour des films promotionnels demandés par l’organisation de coordination du secteur touristique norvégienne, Norsk Reislivforum (NRF).

### Carrière

#### En France
Il revient en 1934 à Grenoble pour entraîner l’équipe nationale de ski alpin. Sa passion demeure néanmoins le saut à ski. En été de la même année, il part sur la Côte d’Azur pour apprendre le ski nautique. Comme il s’y illustre bien, il devient également moniteur de ski nautique et obtient un record de saut en ski nautique de 28 mètres. Il quitte la France pour Noël 1934 et crée son école de ski à l’âge de 19 ans.
En 1937, il crée la Fédération des moniteurs de ski professionnels à Oslo. Il part aux États-Unis pour faire la promotion d’articles de sport norvégien. À New York, il dispense des cours de saut à ski sur une rampe d’intérieur. Sa tournée continue à Chicago et Boston.
Il revient en Autriche pour apprendre le nouveau style alpin car le style Arlberg appris à Grenoble n’est plus à la mode. Pendant quelques années, Murstad voyage entre la Norvège, les pays alpins et les États-Unis.
En 1952, il est l’entraîneur de l’équipe olympique de Norvège en ski alpin en 1952, l’année où son ami Stein Eriksen gagne la médaille d’or.

#### En Norvège
Son nom est surtout resté associé aux jardins d’enfants et centres aérés (Affectueusement appelés « case d'oncle Tom ») qui portent son nom et qui sont gérés à l’heure actuelle par son fils Tomm Murstad Jr. Ses centres d’accueil pour la jeunesse avaient pour centre d’intérêt la découverte du ski et les activités de plein-air. Pour apprécier le caractère innovant de ses centres aérés, quelques personnalités viendront lui rendre visite comme Winston Churchill, Madame Eisenhower et le prince héritier Olav.
En 1934, il fonde des écoles de ski dans la banlieue d’Oslo, et notamment pour les enfants que des bus de l’école vont exprès chercher à la gare Majorstua au centre. À partir de 1960, il fonde un centre pour classe de mer dans le fjord d’Oslo qui est toujours en activité aujourd’hui. Il possédait également son propre magasin d’articles de sport à Oslo.
Il pose pour la couverture d'un magazine de tricot pour montrer le pull Eskimo de Unn Søiland-Dale. Il participe à la création d'un pull norvégien typique pour son école de ski[réf. nécessaire]. 

## Prix et distinctions
Comme Unn Søiland-Dale, Tomm Murstad reçut la médaille du mérite royale pour honorer toute son œuvre au service de la jeunesse norvégienne et son travail de représentation au service de la Norvège partout dans le monde.

### Articles liés
- Tricot norvégien